# Plută (mijloc de transport)

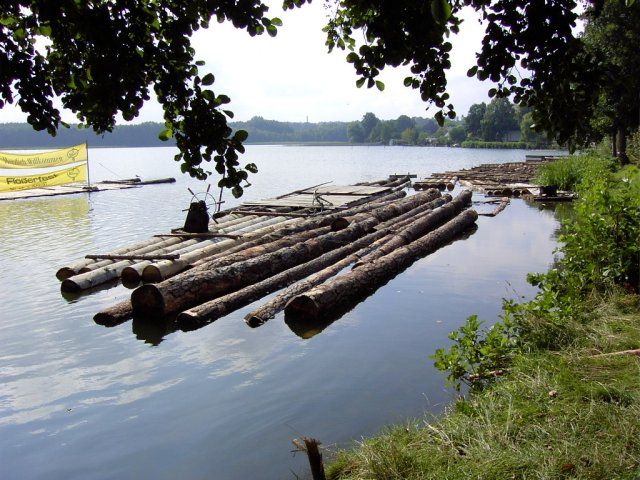
Plute pe un lac lângă Lychen

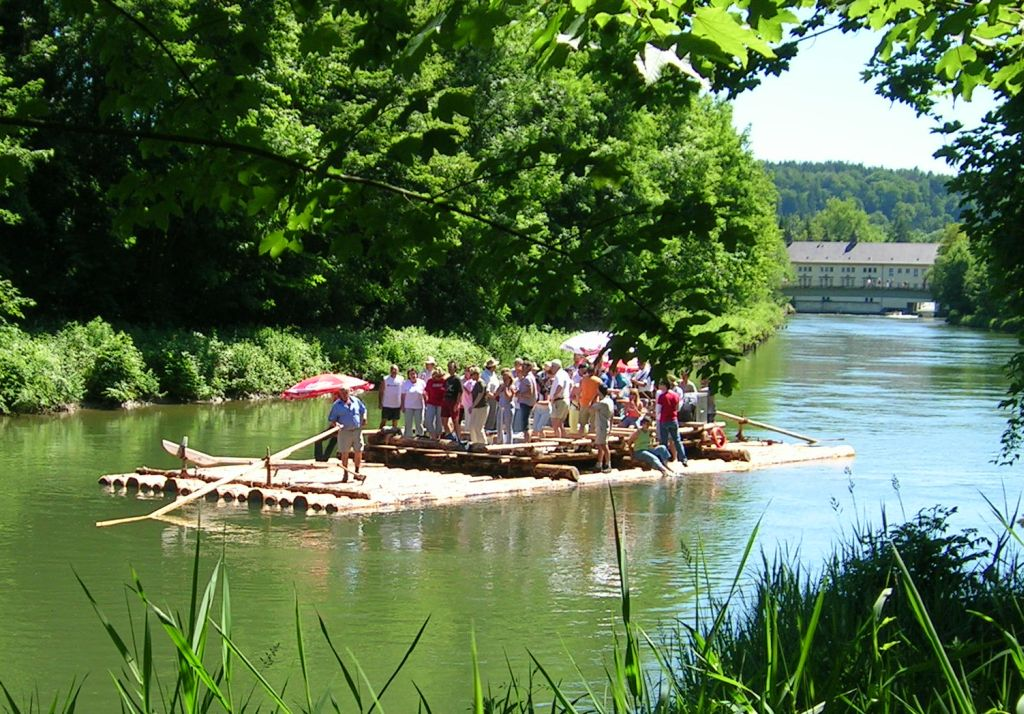
Plută pe Isar lângă München

Pluta este un mijloc de transport pe apă pentru persoane sau bunuri materiale dar mai ales pentru transportul lemnului din care este confecționată pluta.
 Pluta este formată din mai mulți bușteni sau trunchiuri de copaci, fixați împreună, care plutesc pe apă fără a poseda, ca vaporul, un mijloc autonom de locomoție, fiind transportați de către curentul apei.

În Germania o rută mai cunoscută este cea de pe râul Isar. Astăzi acest mijloc de transport pe apă devine tot mai atractiv pentru turiști.

În România ruta mai cunoscută a fost pe râul Bistrița, existând și o operă literară numită "Plutașii de pe Bistrița".
Azi se pot întâlni și unele plute cu vâsle, pânze, sau cu motor, prevăzute cu o cârmă, dar în mod normal o plută  este dusă de curentul apei.

In anul  1947 Thor Heyerdahl a demonstrat practic, traversând cu pluta Kon-Tiki Oceanul Pacific,  teoria care susținea originea americană a polinezienilor. El a reușit, într-o astfel de călătorie cu pluta, să navigheze din Peru, pe Oceanul Pacific, 7 800 km până la Raroia-Atol, în estul insulei Tahiti.